# Remote Control Productions
Remote Control Productions (первоначально известная как Media Ventures Entertainment Group) — частная компания по производству музыки к фильмам и компьютерным играм, основанная и управляемая известным кинокомпозитором Хансом Циммером. Remote Control Productions объединяет около пятидесяти известных композиторов со всего мира.
Remote Control Productions была задумана и основана Циммером и Джеем Рифкиным (англ. Jay Rifkin) и после основания носила название «Media Ventures». Однако после того, как Циммер и Райфкин подали судебные иски против друг друга, компания была переименована на «Remote Control Productions».
Remote Control Productions написала музыку ко многим известным и популярным художественным кинофильмам, таким как трилогия «Пираты Карибского моря», серия фильмов «Шрек», «Железный человек», «Гладиатор», «Кунг-фу панда», «Миссия невыполнима 2», «Последний самурай», «Бэтмен: Начало», «Трансформеры», «Хэнкок», «Царство небесное», «Тёмный рыцарь», «Мадагаскар», «Код да Винчи» и многим другим. Кроме того, многие композиторы Remote Control Productions написали саундтрек ко многим популярным компьютерным играм, таким как серия «Metal Gear», «The Sims 3», «Gears of War 2», «Call of Duty 4: Modern Warfare», «Call of Duty: Modern Warfare 2», «Crysis 2».

## Композиторы
Ниже представлены композиторы, которые работали или работают в Remote Control Productions:

| - Клаус Бадельт - Стивен Бартон - Томас Бергерсен - Тоби Чу - Рамин Джавади - Джеймс Дули - Клей Дункан - Нима Факхара - Лиза Джеррард - Ник Гленни-Смит - Гарри Грегсон-Уильямс - Дэвид Бакли - Гэвин Гринэвэй - Руперт Грегсон-Уильямс - Пинар Топрак | - Дон Харпер - Ричард Харви - Пит Хэйкок - Стив Яблонски - Henry Jackman - Bryce Jacobs - James S. Levine - Michael A. Levine - Хеннинг Лонер - Mark Mancina - Trevor Morris - Блейк Нили - Атли Эрварссон - Heitor Pereira | - Ник Феникс - Джон Пауэлл - Trevor Rabin - Guillaume Roussel - Диего Стокко - Марк Штрайтенфельд - Evgeny Ebers - Мартин Тиллман - Stuart Michael Thomas - John Van Tongeren - Бенджамин Уоллфиш - Mel Wesson - Christopher Willis - Джефф Дзанелли - Том Гайр - Лорн Балф |

Следующие композиторы Remote Control Productions работали над музыкой для компьютерных игр:

- Ханс Циммер (Call of Duty: Modern Warfare 2, Beyond: Two Souls, Crysis 2)
- Клаус Бадельт (MotorStorm: Apocalypse)
- Гарри Грегсон-Уильямс (Metal Gear Solid 2: Sons of Liberty, Metal Gear Solid 3: Snake Eater, Metal Gear Solid 4: Guns of the Patriots, Call of Duty 4: Modern Warfare, Plasma Pong)
- Стивен Бартон (Call of Duty 4: Modern Warfare)
- Стив Яблонски (Metal Gear Solid 2: Sons of Liberty, Gears of War 2, Gears of War 3, The Sims 3)
- Джеймс Дули (Epic Mickey, SOCOM 3: US Navy SEALs, SOCOM: US Navy SEALs Fireteam Bravo, SOCOM: US Navy SEALs Fireteam Bravo 2, SOCOM: U.S. Navy SEALs Combined Assault, Spiderman Shattered Dimensions)
- Пинар Топрак (Ninety-Nine Nights)
- Лорн Балф (Call of Duty: Modern Warfare 2, Crysis 2, Assassin's Creed: Revelations (совместно с Йеспером Кюдом), Assassin's Creed III, Beyond: Two Souls)
- Дэвид Бакли (Metal Gear Solid 4: Guns of the Patriots)
- Рамин Джавади (Medal of Honor)